# هاري تريدواي
هاري تريدواي (بالإنجليزية: Harry Treadaway)‏ هو ممثل بريطاني، ولد في 10 سبتمبر 1984 في المملكة المتحدة. بدأ مشواره المهني سنة 2005.

## أعمال

### أفلام
- (2007) سيطرة[4]
- (2008) مدينة إيمبر
- (2009) حوض سمك[5][6]
- (2013) الحارس الوحيد
- (2014) شهر العسل
- (2018) غرينغو

### مسلسلات
- بيني دريدفول

## وصلات خارجية
- هاري تريدواي على موقع IMDb (الإنجليزية)
- هاري تريدواي على موقع قاعدة بيانات الأفلام العربية
- هاري تريدواي على موقع ألو سيني (الفرنسية)
- هاري تريدواي على موقع أول موفي (الإنجليزية)
- هاري تريدواي على موقع قاعدة بيانات الأفلام السويدية (السويدية)
- هاري تريدواي على موقع قاعدة بيانات الفيلم (الإنجليزية)
- هاري تريدواي على موقع كينوبويسك (الروسية)